# Ryšánka (usedlost)
Usedlost Ryšánka se nachází v Praze 4, Krči, v ulici K Ryšánce, západně od bývalého centra obce Dolní Krč. Areál bývalé viniční usedlosti pochází z poloviny 19. století. Je vynikajícím dokladem předměstské zástavby a je chráněn jako kulturní památka České republiky. V areálu usedlosti sídlí projekční kancelář Pragoprojekt.

## Historie usedlosti
Usedlost Ryšánka vznikla patrně po roce 1857 a byla postavena v novogotickém stylu. Na západě sousedila s branickými usedlostmi Dobeška a Zemanka. Až do poloviny 19. století byla nazývána pouze „Na vinici“. Jméno Ryšánka získala za majitele hejtmana Ryšánka,[kdo?] který nechal kolem roku 1860 obytnou budovu usedlosti přestavět na zámeček.
Posledním majitelem usedlosti byl baron Maxmilián Sanleque. Zámeček využíval jako své letní sídlo do roku 1945. V Čechách se usídlil už jeho předek, který utekl do Prahy před Francouzskou revolucí. Na konci druhé světové války utekl z Prahy i baron Maxmilián Sanleque, protože se přihlásil k německému občanství a obával se trestu. Útěk musel být velmi rychlý, neboť po sobě zanechal bednu s historickými písemnostmi, včetně dopisu psaného francouzským králem Ludvíkem XVI. Ten byl revolucionáři popraven v roce 1793 na gilotině.
Po válce byla usedlost využívána jako nájemní vila a postupně chátrala. Díky firmě Pragoprojekt (projektově-inženýrská společnost v oboru dopravních a inženýrských staveb), která si tento areál vybrala za své sídlo, se ho podařilo zachránit. V letech 1977–1984 provedla firma rozsáhlou rekonstrukci s drobnými přístavbami. Autorem rekonstrukce byl Ing. arch. Jan Štípek za spolupráce akad. arch. Jana Kerela a Vladimíra Stehna. Na projektech interiérů se podíleli Ing. arch. Jiří Žentel, Josef Vaněk a spolupracovníci.

## Popis usedlosti
Usedlost tvoří soubor budov seskupených kolem velkého obdélníkového dvora. Do něj vede zděná vjezdová brána s ozdobnou mříží a s postranními brankami pro pěší. Vpravo od vjezdu stojí jednopatrová budova, která má charakter zámečku s novogotickou fasádou z doby kolem roku 1860. Dvůr je uzavřen skupinou hospodářských budov. Uprostřed dvora se nachází kašna. Tuto moderní fontánu s kovovou plastikou vytvořil sochař Miroslav Jirava. Osazena byla v závěru rekonstrukce v roce 1984.  
Na severní straně areálu se nachází pozdně klasicistní kaplička. Je to nejcennější stavba areálu. Má čtvercový půdorys a je zastřešena stanovou stříškou a zaklenuta valenou klenbou. Areál obklopuje park v anglickém stylu. Ve svahu parku poblíž areál stojí zahradní stavení.

## Fotogalerie

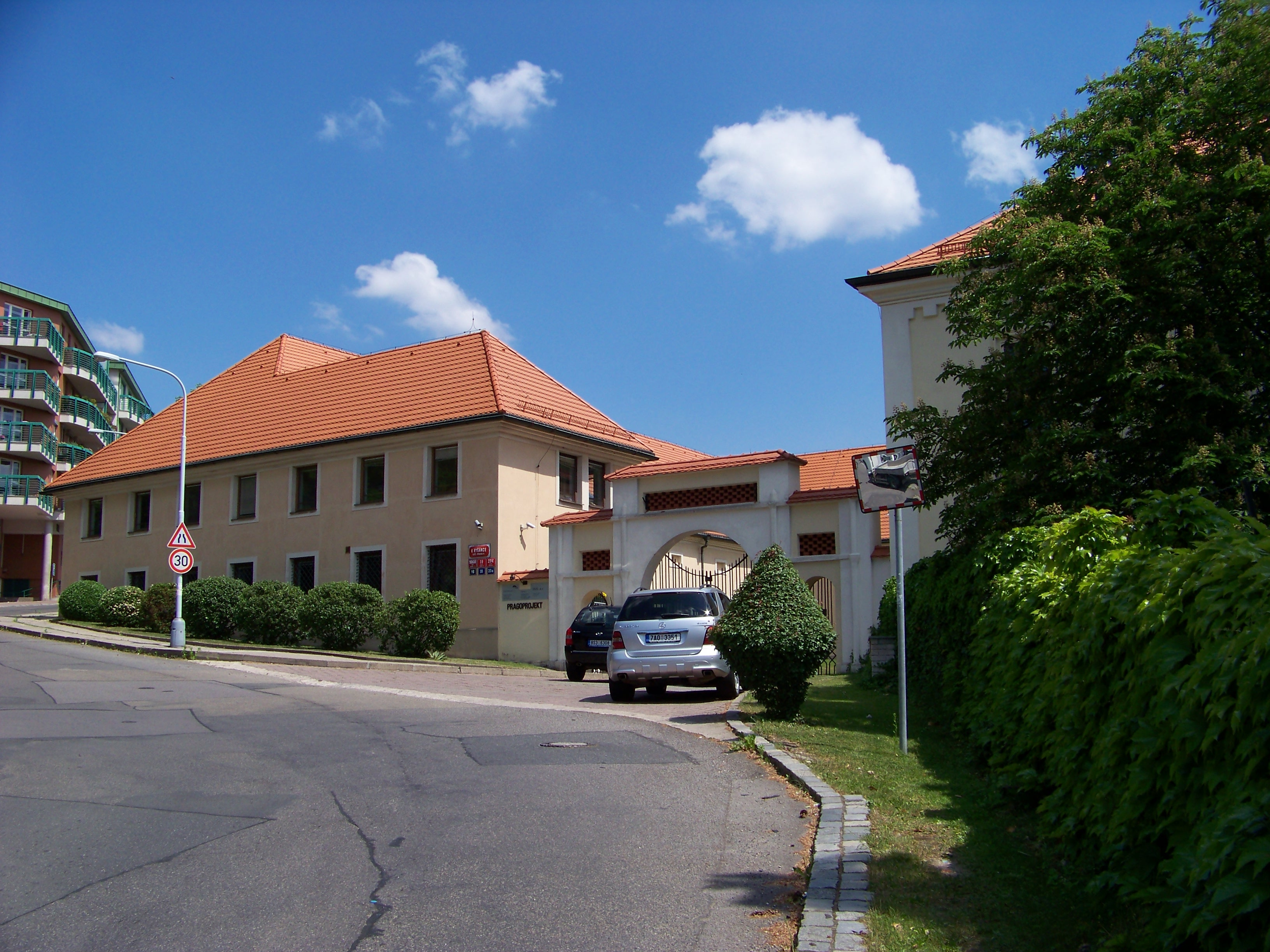
Ryšánka, hlavní vjezd
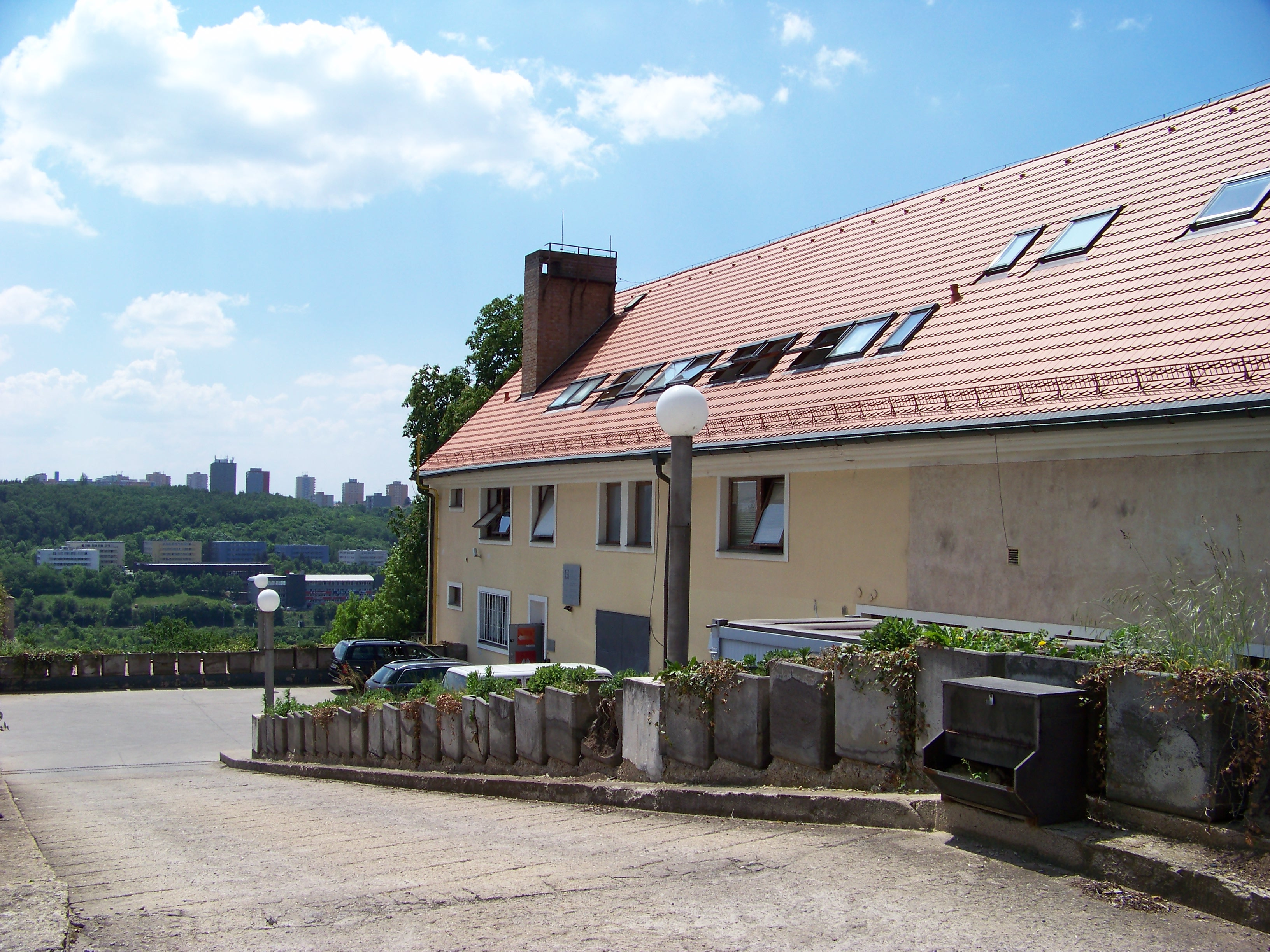
Ryšánka, zadní strana
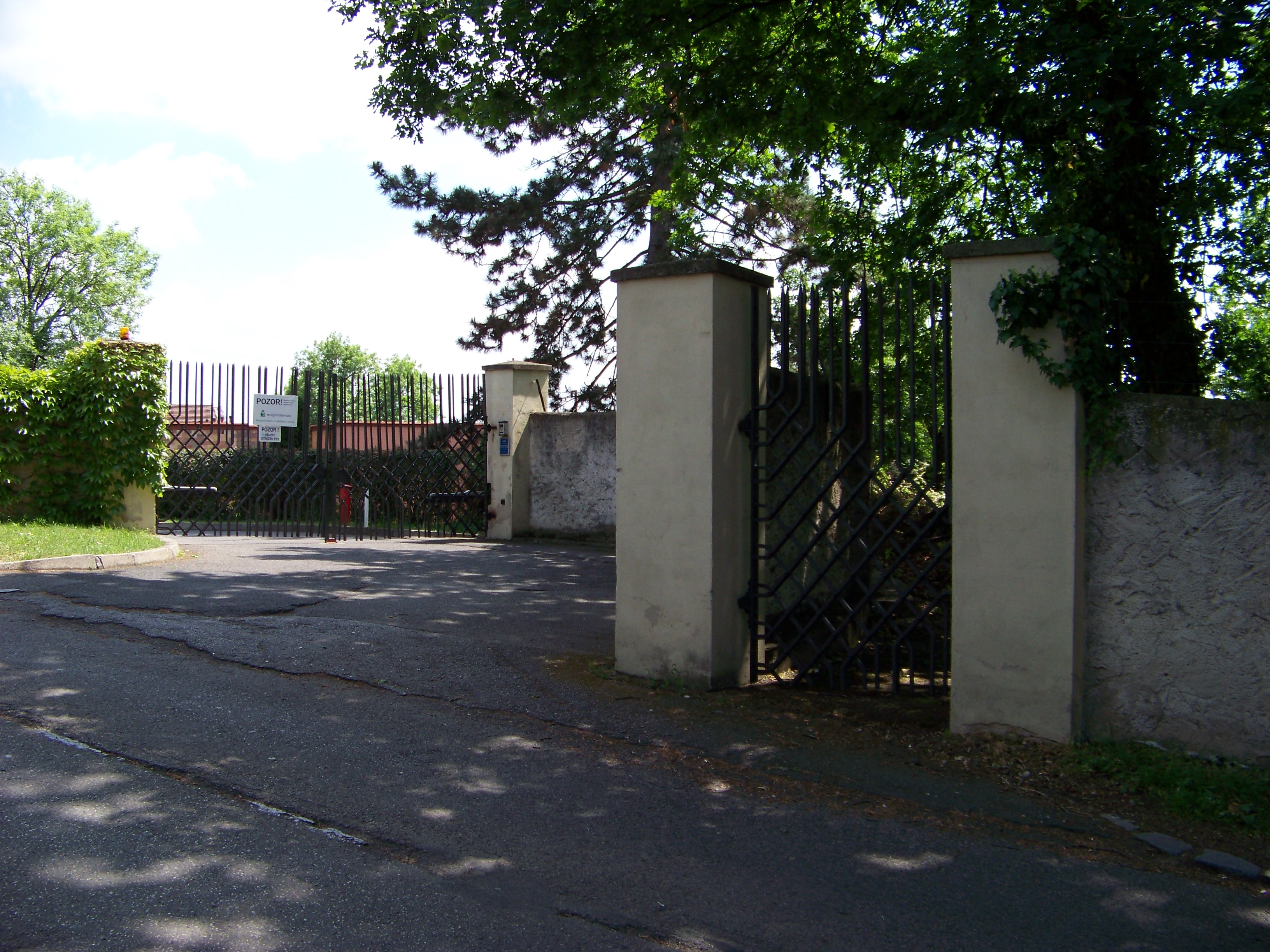
Brány do zahrady
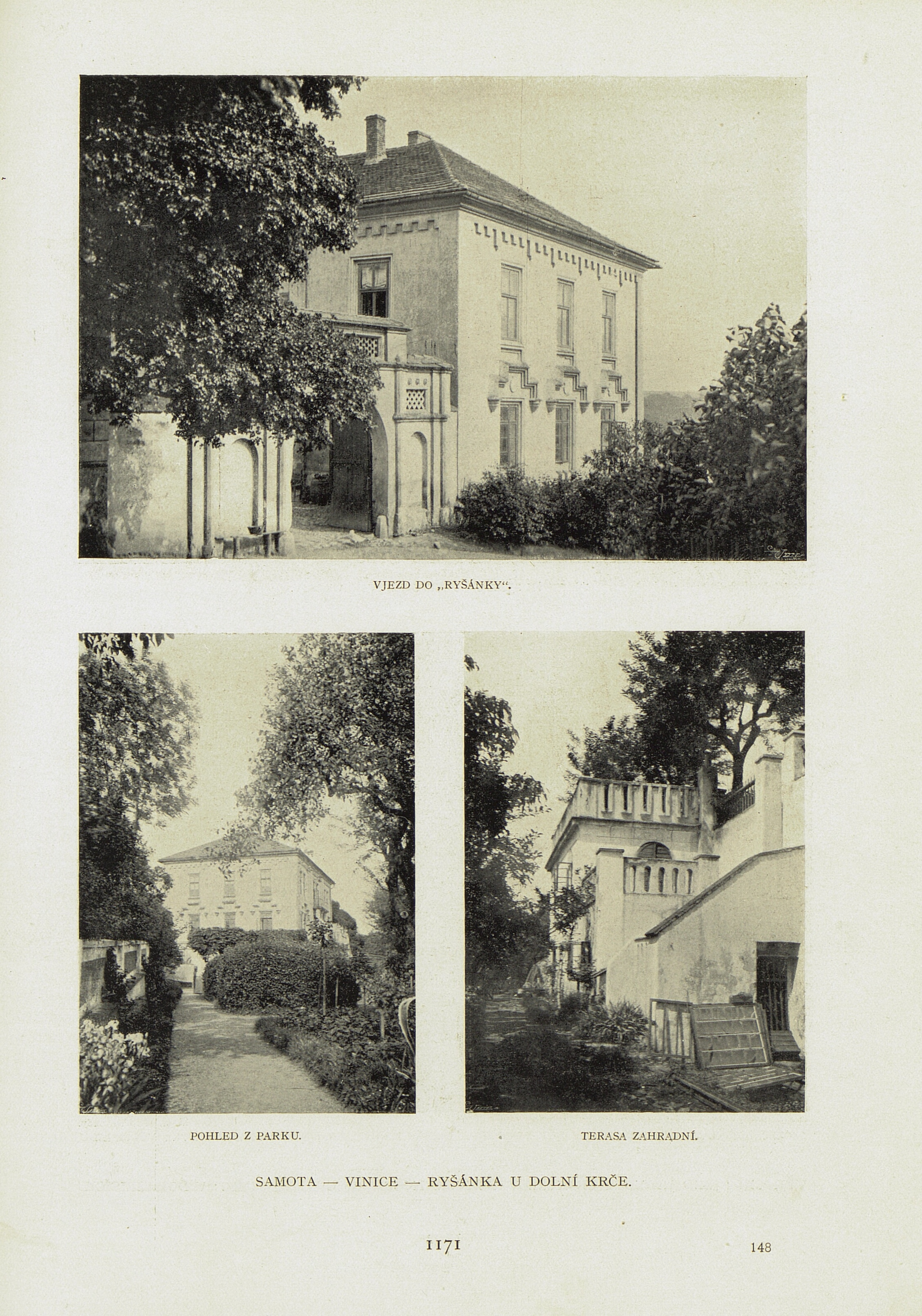
Usedlost Ryšánka v roce 1913
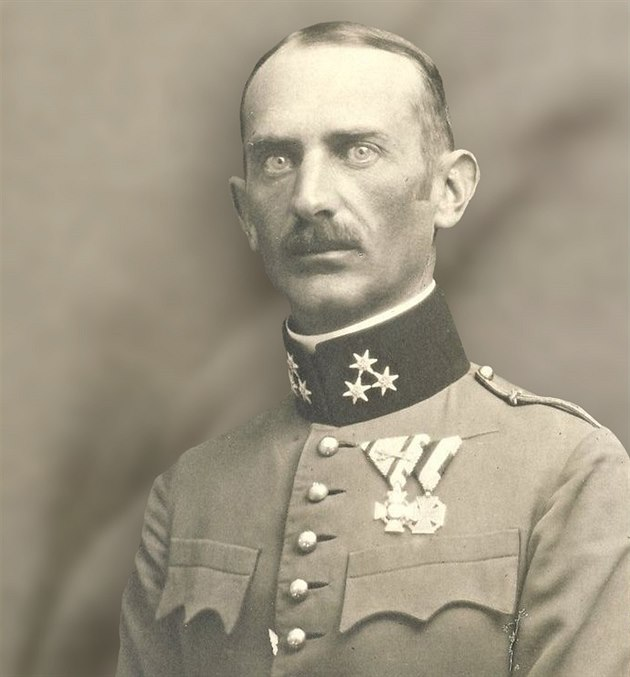
Baron Sanleque